# Bella Blue
Bella Blue (Nueva Orleans, 25 de enero de 1982) es una bailarina y productora de burlesque estadounidense. Fue fundadora y directora de la Escuela de Burlesque de Nueva Orleans.

## Primeros años
Nació en Nueva Orleans en enero de 1982, en una familia de orígenes nicaragüenses. Sus padres se divorciaron cuando ella tenía dos años y su madre se volvió a casar en segundas nupcias. Su padre trabajaba como barbero. Su madre murió el 20 de febrero de 2010 de un aneurisma aórtico.
Blue comenzó a estudiar danza cuando tenía tres años. Creció en Belle Chasse y fue a la escuela católica hasta la secundaria, cuando se cambió a la secundaria pública Belle Chasse, graduándose en 2000. Continuó su formación en danza en el Centro de Artes Creativas de Nueva Orleans.

## Carrera
Blue se formó en ballet clásico y técnicas de danza moderna y trabajó como profesora de ballet y danza antes de introducirse en 2007 en el burlesque. Blue audicionó para la compañía burlesca de Trixie Minx, Fleur de Tease, debutando como una de sus bailarinas en febrero ese mismo año bajo el nombre artístico de Jazzabella Blue, que posteriormente se fue moldeando hasta quitar el "Jazza" de su nombre para dejar su actual nombre artístico. Más tarde, Blue dejó su trabajo diario como asistente dental y comenzó a bailar a tiempo completo. Fundó su propia compañía burlesca, The Foxglove Revue, así como la Escuela de Burlesque de Nueva Orleans, de la que también llegó a ser directora. Produjo y dirigió diversos espectáculos burlescos a gran escala en Nueva Orleans y el resto de los Estados Unidos, destacando entre otros Dirty Dime Peepshow, Whisky and Rhinestones, The New Orleans School of Burlesque Student Showcase, Strip Roulette o Legs and Eggs Burlesque Brunch. Junto con el burlesque, Blue también ha trabajado anteriormente como bailarina exótica y en 2017 se convirtió en profesora de yoga certificada.
En enero de 2015, Blue debutó en el Burlesque Top 50 patrocinado por 21st Century Magazine, llegando a quedar en el puesto decimosexto y ubicándose constantemente en el top 20 durante más de tres años.
En 2016, Blue fue coronada como la Reina Unicornio en el desfile de Chewbacchus durante el Mardi Gras (carnaval de Nueva Orleans).
En 2008, Blue organizó un taller de burlesque en un estudio de danza en Cisjordania de Nueva Orleans. Con el tiempo, el taller se convirtió en la única escuela burlesca de Nueva Orleans que ofrecía clases de este tipo de carácter semanal. A los estudiantes de la escuela se les enseñaba técnica burlescas, carácter, vestuario e historia.
Blue fue productor de The Blue Book, un espectáculo burlesco en el club Lucky Pierre's en Bourbon Street en el Barrio Francés de Nueva Orleans. Después de que una de sus bailarinas, Ruby Rage, fuera despedida del club debido a su tipo de cuerpo y apariencia, Blue decidió cancelar el espectáculo y dejar Lucky Pierre's. Blue no había sido informada de la decisión del club de dejar a Rage hasta después de haber sido despedida.

## Vida personal
Blue se identifica como queer. Mantiene una relación sentimental con su compañero productor de burlesque AJay Strong. Blue tiene dos hijos, uno de los cuales fue diagnosticado con Asperger.